# Marcela Cubillos
Marcela Cubillos Sigall (Viña del Mar, 2 de febrero de 1967) es una abogada y política chilena, exmilitante de la Unión Demócrata Independiente (UDI). Fue diputada de la República por el antiguo distrito n.° 21, que abarcaba las comunas de Ñuñoa y Providencia, durante dos periodos consecutivos, entre 2002 y 2010. Posteriormente, se desempeñó como ministra de Estado en las carteras de Educación y Medio Ambiente entre 2018 y 2020, bajo el segundo mandato del presidente Sebastián Piñera.

## Familia
Es hija de Hernán Cubillos Sallato, quien fue ministro de Relaciones Exteriores entre 1978 y 1980, y de Marcela Sigall Ortúzar. Su hermano, Felipe Cubillos, abogado y empresario, falleció en el accidente aéreo del C-212 Aviocar de la Fuerza Aérea de Chile en septiembre de 2011. Su abuelo materno fue Luis Sigall Morrison.
Estuvo casada con José Antonio Silva, con quien tuvo tres hijos. Desde 2006, es pareja del político Andrés Allamand, con quien se casó el 17 de marzo de 2012, pese a haber votado en contra de la ley de divorcio en 2004.

## Carrera profesional
Estudió en el Colegio Los Andes y en La Maisonnette, y luego cursó Derecho en la Universidad Católica, donde egresó como Licenciada en Ciencias Jurídicas en 1990. Durante su etapa universitaria fue alumna de Jaime Guzmán, fundador de la UDI, quien la incentivó a unirse al movimiento gremial de la universidad y, más tarde, al partido. Cubillos fue además uno de los rostros de la franja electoral en apoyo de la opción "Sí" en el plebiscito de 1988, que buscaba la continuidad de Augusto Pinochet como Presidente de la República.
Entre 1995 y 2001 ejerció como profesora de Derecho Constitucional en la Universidad Católica, a la cual regresó en 2006. El 7 de mayo de 2007 obtuvo el título de abogada por parte de la Corte Suprema de Justicia.
En 2020 se integró al cuerpo docente de la Universidad San Sebastián, cargo que ocupó hasta agosto de 2024.

## Carrera política

### Diputada (2002-2010)

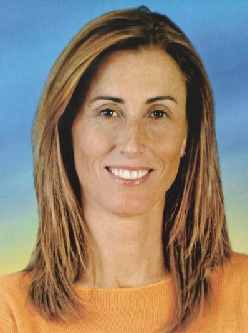
Cubillos como diputada (ca. 2007).

Fue elegida diputada en 2001 por el distrito n.º 21 (Ñuñoa y Providencia) para el periodo 2002-2006. Durante su gestión, integró las comisiones de Constitución, Legislación y Justicia; Derechos Humanos, Nacionalidad y Ciudadanía; y Educación, Deportes y Recreación. Como activista provida, presentó un proyecto de ley para aumentar las penas para quienes realizaran abortos y para las mujeres que se los practicaran.
Reelegida en 2005 para el periodo 2006-2010, formó parte de las comisiones de Educación, Deportes y Recreación; Recursos Naturales, Bienes Nacionales y Medio Ambiente; y de Familia, además de la Comisión Especial de Juventud. Sin embargo, se ausentó del 66% de las sesiones de la Comisión de Medio Ambiente. También votó en contra de una modificación del decreto N.º 340, que buscaba obligar a los concesionarios a preservar el medio ambiente marítimo y acuático.

Para las elecciones de 2009, decidió no buscar la reelección y asumió como vocera de la campaña presidencial de Sebastián Piñera. A comienzos de 2010, renunció al cargo y se unió a la Universidad Mayor, donde dirigió el Centro de Estudios y Análisis. Ese mismo año, escribió junto a Andrés Allamand el libro La estrella y el arco iris, que analiza la derrota de la Concertación tras 20 años en el poder.

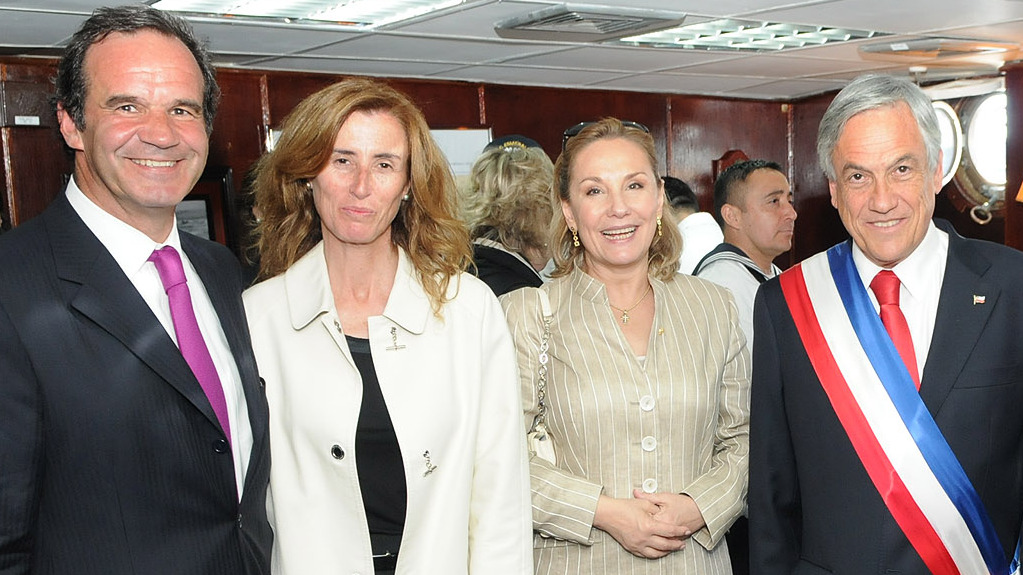
Cubillos junto a su marido, Andrés Allamand, el presidente Sebastián Piñera y Cecilia Morel (2010)

### Ministra de Estado (2018-2020)
En enero de 2018 fue designada ministra del Medio Ambiente por el presidente electo Sebastián Piñera, asumiendo el cargo en marzo de ese año.
En agosto de 2018, fue trasladada al Ministerio de Educación, en reemplazo de Gerardo Varela. Durante su gestión, se produjo un paro nacional de profesores organizado por el Colegio de Profesores de Chile que tuvo una duración de 50 días. Cubillos se mostró crítica ante las demandas de los profesores, que exigían resolver el problema de la “deuda histórica”, mejora de las condiciones laborales y aumento del presupuesto del gasto fiscal en la educación pública, entre otras medidas. En este contexto, Cubillos enfrentó varias manifestaciones de rechazo, incluyendo un video viralizado en redes sociales donde era descrita como "displicente" e "indolente".
En 2019 fue objeto de una acusación constitucional promovida por el Partido Socialista, en la cual se señalaba que Cubillos habría actuado en contra de la ley al promover mediante correos electrónicos su proyecto de «Admisión Justa» en contra del vigente Sistema de Admisión Escolar, dilatar el nombramiento de autoridades y problemas en el pago de salarios a educadores diferenciales. La moción fue rechazada en la Cámara de Diputados en octubre del mismo año, por 75 votos en contra y 73 a favor, en lo que fue considerado un triunfo para el oficialismo.
En su rol de ministra, fue una de las promotoras del proyecto «Aula Segura» que entregaba mayores atribuciones para castigar conductas violentas dentro de recintos educacionales y que fue aprobada en diciembre de 2018. El proyecto permitió el ingreso de fuerzas especiales policiales a los recintos, lo que exacerbó el conflicto con estudiantes del Instituto Nacional y otros colegios del centro de Santiago. En octubre de 2019, los estudiantes de varios de estos liceos emblemáticos protagonizaron manifestaciones que fueron duramente reprimidas y que desencadenaron en movilizaciones masivas a nivel nacional conocidas como «Estallido social».
Durante el estallido social, Cubillos enfrentó uno de los momentos más tensos de su gestión cuando las manifestaciones se agudizaron en la rendición de la Prueba de Selección Universitaria (PSU). Las pruebas debieron ser postergadas en varias ocasiones y, en enero de 2020, se registraron protestas y actos de boicot en el interior de varias sedes de rendición, impidiendo la realización de la prueba a miles de estudiantes por primera vez en más de 50 años. Recién en febrero de 2020 se pudo completar el proceso de ingreso a la educación superior.Cubillos enfrentó críticas por una supuesta falta de participación en la crisis, ante lo que ella respondió que el proceso no era responsabilidad del Ministerio de Educación sino del DEMRE y el Consejo de Rectores de las Universidades Chilenas —aún cuando ella era presidenta de dicha instancia ex officio—.
Renunció a su cargo el 28 de febrero de 2020, siendo reemplazada por Raúl Figueroa.

### Rol en el proceso constituyente (2021-2022)
Después de su salida del gobierno, se unió a la campaña por el "Rechazo" en el plebiscito de 2020 sobre una nueva Constitución. Tras el triunfo del "Apruebo", postuló como candidata a convencional constituyente por el distrito n.º 11 en las elecciones de 2021, resultando elegida con el 21,87% de los votos. En la Convención Constitucional, integró la Comisión de Reglamento y luego la Comisión de Sistema Político, Poder Legislativo y Sistema Electoral.
Se destacó como una de las convencionales más críticas de la propuesta de nueva Constitución emanada de la Convención, llegando a ser una de las principales voceras de la campaña por el "Rechazo" a dicho texto. En este contexto, en conjunto con la Universidad San Sebastián —donde se desempeñaba como académica— publicó el libro «Leer antes de votar», donde relataba su experiencia en la Convención y exponía sus razones para apoyar el "Rechazo" en el plebiscito de 2022, opción que finalmente resultó vencedora.
Ese mismo año, se trasladó a Madrid junto a Andrés Allamand, quien asumió como Secretario General Iberoamericano.

### Candidatura a la alcaldía de Las Condes (2024)
En marzo de 2024, manifestó su intención de postularse de manera independiente como alcaldesa de Las Condes en las elecciones municipales de ese año, pese a que su antigua coalición Chile Vamos ya contaba con una candidata oficial, la titular Daniela Peñaloza (UDI). Peñaloza decidió bajar su precandidatura en abril de 2024 en medio de una investigación por malversación de fondos durante su administración, lo que permitió que Cubillos contara con el apoyo explícito por parte de Republicanos y de Chile Vamos a su candidatura independiente. Fue considerada como la favorita para ganar en una comuna que históricamente ha apoyado las candidaturas de derecha; incluso se la presentó como una potencial candidata a la Presidencia de Chile.
Un mes antes de las elecciones, un reportaje periodístico de El Mostrador que evidenció su participación y sobresueldo en la Universidad San Sebastián generó controversia. A pesar de que ambas coaliciones de derecha mantuvieron su apoyo formal, Cubillos fue criticada por Guillermo Ramírez, presidente de la UDI, y Evópoli permitió que sus militantes votaran por otras candidaturas.
Cubillos quedó segunda en la elección municipal de octubre de 2024, con el 38,97% de los votos válidamente emitidos. La elección fue ganada por Catalina San Martín, concejala que había renunciado a Evópoli por la inacción de su partido ante las denuncias de corrupción en la administración de Peñaloza.

## Controversias

### Caso Cubillos
En septiembre de 2024, un reportaje de El Mostrador reveló que Cubillos había sido contratada por la Universidad San Sebastián desde 2020, por un monto mensual de 17 millones de pesos chilenos (cerca de 19000 dólares estadounidenses a la fecha), pese a residir en Madrid y sin contar con publicaciones científicas. Dichas cifras fueron consideradas por varios expertos en educación superior como exorbitantes en comparación a otros académicos e incluso superando las remuneraciones de rectores de otras universidades.
Cubillos defendió su trabajo, alegando que siempre dictó clases presenciales y publicó cuatro libros, además de realizar investigaciones. Sin embargo, estos libros se trataban de fuentes primarias de índole política, y no de trabajos académicos. Además, Google Scholar no arroja resultados de investigaciones a su nombre. Unos días más tarde, Radio Bío-Bío publicó un reportaje que señalaba que la contratación de Cubillos no cumplía con los requisitos establecidos en la normativa de la Universidad San Sebastián, que exige contar al menos con un grado de magíster y que no se permite el proselitismo político.
Diputados del Partido Socialista presentaron una denuncia al Ministerio Público por eventuales delitos de corrupción, cohecho, soborno, contratos simulados y financiamiento irregular de la política, tras lo cual se inició una investigación. En tanto, la Superintendencia de Educación Superior solicitó antecedentes a la Universidad San Sebastián respecto a los hechos denunciados.

## Publicaciones

### Libros
- Leer Antes de Votar (Ediciones Universidad San Sebastián, 2022) ISBN 9789566115366
- 4/9 el Rechazo de Chile (Ediciones Universidad San Sebastián, 2023) ISBN 9789566115441

### Libros coescritos
- La Estrella y el Arco Iris junto con Andrés Allamand (Editorial Aguilar, 2010) ISBN 9562397637

### Capítulos de libros
- Cubillos, M. (2021). «Democracia bajo chantaje» en: A. Durruty (ed.), Tensiones, emociones y malestares en el Chile actual (Santiago de Chile: Ediciones Universidad San Sebastián), pp. 113-140.
- Cubillos, M. (2024). «Educación bajo acoso: una respuesta desde la libertad» en: J. Abedrapo (ed.), La democracia y sus desafíos en el cambio de época (Santiago de Chile: Editorial Tirant Lo Blanch), pp. 97-126.

## Historial electoral

### Elecciones parlamentarias de 2001
- Elecciones parlamentarias de 2001 a Diputado por el distrito 21 (Ñuñoa y Providencia)

| Candidato                      | Pacto                          | Partido | Votos  | %     | Resultado |
| ------------------------------ | ------------------------------ | ------- | ------ | ----- | --------- |
| Marcela Cubillos Sigall        | Alianza por Chile              | UDI     | 61 584 | 37,01 | Diputada  |
| Jorge Burgos Varela            | Concertación por la Democracia | PDC     | 37 787 | 22,71 | Diputado  |
| Igor Garafulic Olivares        | Concertación por la Democracia | PPD     | 28 046 | 16,86 |           |
| Cristián Monckeberg Bruner     | Alianza por Chile              | RN      | 27 879 | 16,76 |           |
| Graciela Álvarez Rojas         | Partido Comunista              | PCCh    | 5702   | 3,43  |           |
| Claudio Alfonso Medina Briones | Partido Humanista              | PH      | 3503   | 2,11  |           |
| Jorge Palma Acuña              | Partido Comunista              | PCCh    | 1890   | 1,14  |           |

### Elecciones parlamentarias de 2005
- Elecciones parlamentarias de 2005 a Diputado por el distrito 21 (Ñuñoa y Providencia)

| Candidato                       | Pacto                    | Partido | Votos  | %     | Resultado |
| ------------------------------- | ------------------------ | ------- | ------ | ----- | --------- |
| Marcela Cubillos Sigall         | Alianza                  | UDI     | 51 749 | 29,02 | Diputada  |
| Jorge Burgos Varela             | Concertación Democrática | PDC     | 48 683 | 27,30 | Diputado  |
| Juan Guillermo Vivado Portales  | Alianza                  | RN      | 34 782 | 19,51 |           |
| Patricia Silva Meléndez         | Concertación Democrática | PS      | 28 980 | 16,25 |           |
| Jaime Gajardo Falcón            | Juntos Podemos Más       | PCCh    | 7595   | 4,26  |           |
| Juan Carlos Gálvez Galleguillos | Juntos Podemos Más       | PH      | 6526   | 3,66  |           |

### Elecciones de convencionales constituyentes de 2021
- Elecciones de convencionales constituyentes de 2021

| Candidato                   | Pacto             | Partido | Votos  | %     | Resultado |
| --------------------------- | ----------------- | ------- | ------ | ----- | --------- |
| Marcela Cubillos Sigall     | Vamos por Chile   | Ind-UDI | 84 014 | 21,87 | Electa    |
| Hernán Larraín Matte        | Vamos por Chile   | EVO     | 29 335 | 7,64  | Electo    |
| Constanza Hube Portus       | Vamos por Chile   | UDI     | 18 795 | 4,89  | Electa    |
| Bernardo Fontaine Talavera  | Vamos por Chile   | Ind-RN  | 16 742 | 4,36  | Electo    |
| Patricio Fernández Chadwick | Lista del Apruebo | Ind-PL  | 11 868 | 3,09  | Electo    |
| Constanza Schönhaut Soto    | Apruebo Dignidad  | CS      | 21 459 | 5,58  | Electa    |

### Elecciones municipales de 2024
- Elecciones municipales de 2024 para la alcaldía de Las Condes

| Candidato                  | Pacto                                     | Partido | Votos  | %     | Resultado |
| -------------------------- | ----------------------------------------- | ------- | ------ | ----- | --------- |
| Catalina San Martín Cavada | Fuera de pacto                            | Ind     | 77 560 | 39,92 | Alcaldesa |
| Marcela Cubillos Sigall    | Fuera de pacto                            | Ind     | 75 714 | 38,97 |           |
| Constanza Schönhaut Soto   | Contigo Chile Mejor                       | FA      | 20 453 | 10,53 |           |
| Marcela Cubillos Hevia     | Izquierda Ecologista Popular              | Ind-PH  | 11 925 | 6,14  |           |
| Igor Contreras Jeria       | Ecologistas, Animalistas e Independientes | AVP     | 5 028  | 2,59  |           |
| Ángel Rozas Díaz           | Partido de la Gente e Independientes      | PDG     | 3 590  | 1,85  |           |